# Общесоюзный классификатор валют
Общесоюзный классификатор валют (сокращ. ОКВ) — государственный стандарт сначала СССР, а затем Российской Федерации, представлявший собой перечень 440—530 наименований валют и валютных ценностей с указанием их трёхзначных цифровых кодов, а для некоторых денежных единиц — для связи с международными стандартами — трёхбуквенных алфавитных кодов ISO 4217.
Союзный классификатор был утверждён 22 марта 1984 года, введён в действие с 1 января 1986-го, заменив использовавшиеся до этого условные цифровые обозначения валют Внешторгбанка СССР, и действовал до 1 июля 1995 года (в банковской сфере — до 1 июля, а в области валютного контроля — до 1 сентября 1997 года).
Характерная особенность классификатора — упоминание широкого списка клиринговых валют, которые использовались для обслуживания межгосударственных контрактов, заключённых Советским Союзом. Эти денежные единицы не вошли в Общероссийский классификатор валют, который заменил союзный стандарт, и были выделены в самостоятельный Классификатор клиринговых валют.

## Хронологические рамки использования классификатора
Общесоюзный классификатор валют создавался в период, когда советский рубль являлся замкнутой валютой, то есть использовался исключительно на территории СССР без возможности свободной конвертации в другие валюты, обменные операции с наличной валютой карались в соответствии с 88-й статьей Уголовного кодекса (вплоть до расстрела), в стране был установлен режим государственной валютной монополии и монополии внешней торговли, когда исключительное право на совершение операций с валютными ценностями принадлежало самому государству, действовавшему через ограниченный круг уполномоченных агентов, а распределение валютных фондов между конечными хозяйствующими субъектами осуществлялось в условиях жёстко централизованной плановой экономики. Ключевым агентом государства по проведению международных расчётов выступал Банк для внешней торговли СССР (Внешторгбанк СССР), использовавший в своей деятельности условные цифровые обозначения валют (УЦОВ), которые до утверждения общесоюзного стандарта рассматривались в качестве межотраслевого классификатора. В рамках Совета экономической взаимопомощи (СЭВ) действовал Классификатор валют (алфавитный) стран — членов СЭВ, который был основан на трёхбуквенных алфавитных кодах международного стандарта ISO 4217. Последний был утверждён в феврале 1978 года на седьмой сессии Рабочей группы ЕЭК ООН по упрощению процедур международной торговли и рекомендован для использования всем участникам международных торговых сделок. СССР, будучи одним из основателей Международной организации по стандартизации (ISO), продолжал использовать УЦОВ Внешторгбанка.
Перечисленные исходные нашли отражение в Общесоюзном классификаторе валют. В его разработке приняли участие следующие организации:
- Вычислительный центр Банка для внешней торговли СССР (ВЦ Внешторгбанка СССР);
- Главный научно-исследовательский центр ведения общесоюзных классификаторов Государственного комитета СССР по стандартам (ГНИЦВОК Гостандарта СССР);
- Всесоюзный научно-исследовательский конъюнктурный институт Министерства внешней торговли СССР (ВНИКИ Минвнешторга СССР);
- Отдел информационных систем и внедрения электронно-вычислительной техники Государственного комитета СССР по внешним экономическим связям (ГКЭС СССР).

В соответствии с серийно-порядковым методом кодирования все валюты и валютные ценности были разбиты на группы в зависимости от внутренних свойств (свободно конвертируемые, замкнутые), от способов использования (для клиринга, для прямых расчётов), от социально-политической системы и уровня экономического развития страны-эмитента (соцстраны, развивающиеся страны). На основе условных цифровых обозначений Внешторгбанка денежным единицам были присвоены трёхзначные порядковые номера (коды) от 001 до 900 таким образом, чтобы первая цифра кода соответствовала группе, а внутри каждой группы сохранялись резервные позиции. Для связи этих кодов со стандартом ISO 4217 и классификатором СЭВ соответствующие позиции были дополнены трёхбуквенными алфавитными кодами международного стандарта.
Общесоюзный классификатор валют был утверждён Постановлением Госстандарта СССР № 158 от 22 марта 1984 года и введён в действие с 1 января 1986-го:
- для решения задач перспективного и текущего планирования внешнеэкономических связей;
- для разработки проектов валютных планов;
- для осуществления бухгалтерского и статистического учёта;
- для составления оперативной отчётности по операциям, связанным с международными расчётами СССР (исполнением валютных планов, межправительственных соглашений и др.);
- для осуществления контроля за исполнением советскими организациями валютных планов, соблюдением договорной и платёжной дисциплины и т. д.

Поддержку классификатора в актуальном состоянии, в частности, присвоение кодов новым валютам и валютным ценностям, новым классификационным группировкам осуществлял Внешторгбанк СССР (с 1987 года Внешэкономбанк СССР), а оповещение хозяйствующих субъектов о произведённых изменениях — Госстандарт СССР. В начале 90-х годов обе этих функции — присвоения новых кодов и оповещения участников рынка о произведённых изменениях — фактически взяли на себя Центральный банк и Государственный таможенный комитет Российской Федерации, регуляторы рынков, на которых работают основные пользователи кодов валют.
Союзный классификатор был аннулирован Постановлением Госстандарта РФ № 365 от 26 декабря 1994 года в связи со вступлением в силу с 1 июля 1995 года Общероссийского классификатора валют. Однако в некоторых отраслях он продолжал использоваться и позже этой даты. Так, в области таможенного оформления он утратил силу лишь с 1 января 1997 года, в банковской сфере — только с 1 июля, а в области валютного контроля — с 1 сентября 1997 года.
При этом, поскольку клиринговые валюты не вошли в классификатор общероссийский, они были выделены в отдельный Классификатор клиринговых валют (ККВ), который имеет две редакции:
- ККВ в редакции Государственного таможенного комитета (ККВ ГТК) — действовал с 1 января по 31 декабря 1997 года[13][14];
- ККВ в редакции Центрального банка Российской Федерации (ККВ ЦБ РФ) — введён в действие с 1 сентября 1997 года в области валютного контроля, с 1 января 1998 года заменил ККВ ГТК в области таможенного оформления[14][15].

Кроме того, в Общероссийский классификатор валют были включены некоторые валюты, которые ранее не упоминались в союзном стандарте. И напротив, некоторые денежные единицы после аннулирования общесоюзного классификатора не попали ни в общероссийский стандарт, ни в Классификатор клиринговых валют.
В наглядном виде хронологические рамки и области применения Общесоюзного классификатора валют (ОКВ 1984) могут быть представлены следующей схемой:

## Особенности классификатора

### Группировка валют
В исходном виде Общесоюзный классификатор валют состоял из 446 позиций, расположенных в порядке возрастания номера (кода). Каждая позиция содержала:
- трёхзначный цифровой код;
- соответствующее ему наименование валюты (валютной ценности) или «условное обозначение валюты» (наименование клиринговой валюты), применяемой в международных расчётах;
- при наличии соответствующий данной валюте код ISO 4217 или классификатора СЭВ.

Все валюты и валютные ценности были разбиты на следующие пять групп, каждой из которых соответствовал первый символ в трёхзначном цифровом коде денежной единицы:
| Группа     | Тип валютных ценностей | Первый символ кода ОКВ | Пример                                                  | Пример |
| Группа     | Тип валютных ценностей | Первый символ кода ОКВ | Наименование валюты                                     | Код    |
| ---------- | --- | ---------------------- | ------------------------------------------------------- | ------ |
| I группа   | Свободно конвертируемые валюты Клиринги со свободной конверсией (с конвертируемым сальдо расчётов)                                                           | 0                      | США доллары                                             | 001    |
| I группа   | Свободно конвертируемые валюты Клиринги со свободной конверсией (с конвертируемым сальдо расчётов)                                                           | 1                      | США доллары расчётные с платежом во французских франках | 133    |
| II группа  | Замкнутые валюты капиталистических стран Клиринги с ограниченной конверсией (с возможностью частичной конвертации сальдо расчётов или без такой возможности) | 2                      | Рубли по госкредитам с Пакистаном                       | 262    |
| II группа  | Замкнутые валюты капиталистических стран Клиринги с ограниченной конверсией (с возможностью частичной конвертации сальдо расчётов или без такой возможности) | 3                      | США доллары по расчётам с Пакистаном                    | 326    |
| II группа  | Замкнутые валюты капиталистических стран Клиринги с ограниченной конверсией (с возможностью частичной конвертации сальдо расчётов или без такой возможности) | 4                      | Новокаледонийские франки КФП                            | 418    |
| III группа | Расчёты с социалистическими странами в национальных валютах                                                                                                  | 5                      | Чехословацкие кроны                                     | 510    |
| III группа | Расчёты с социалистическими странами в национальных валютах                                                                                                  | 6                      | Рубли по госкредитам с Албанией                         | 615    |
| IV группа  | Расчёты с социалистическими странами по клирингу | 7                      | Рубли по госкредитам с Болгарией                        | 703    |
| V группа   | Расчёты с социалистическими странами в переводных рублях | 8                      | Переводные рубли по расчётам с Болгарией                | 893    |
| —          | Резервная группа (в начале 1990-х годов была использована для национальных валют стран СНГ и Балтии)                                                         | 9                      | Расчётные рубли Республики Туркменистан                 | 909    |

В начале 1990-х годов в связи с тем, что почти все социалистические страны встали на капиталистический путь развития, многие замкнутые валюты превратились в свободно конвертируемые, но при этом сохранили свои исходные коды, изначальные группы классификатора утратили своё значение. Так, версия классификатора, изданная в 1994 году в качестве приложения к Приказу Государственного таможенного комитета Российской Федерации «Об утверждении Инструкции о порядке заполнения грузовой таможенной декларации», содержала уже другие группировки:
1. Валюты, котируемые Центральным банком России
1.1. Свободно конвертируемые валюты
1.2. Прочие валюты
2. Валюты, не котируемые Центральным банком России
2.1. Клиринговые валюты
2.2. Замкнутые валюты

### Состав валют и валютных ценностей
| |  |
| В отличие от мирового стандарта ISO 4217, в Общесоюзный классификатор валют были включены драгоценные камни (код 199) и ювелирные изделия (169) |  |

Характерная особенность Общесоюзного классификатора валют состояла в том, что в него были включены не только свободно конвертируемые и замкнутые валюты, из которых состоит большинство современных классификаторов (ISO 4217, Общероссийский классификатор валют и др.), но и большое число разнообразных клиринговых валют, например:
- США доллары расчётные с платежом в итальянских лирах — код 134;
- Итальянские лиры расчётные с платежом в английских фунтах стерлингов — 100;
- Английские фунты стерлингов расчётные с платежом в США долларах — 126.

Кроме того, общесоюзный стандарт содержал шесть денежных единиц, которые существовали исключительно в форме наличных денег и не упоминаются в ISO 4217, а вслед за ним и в Общероссийском классификаторе валют:
- Фунты Острова Мэн — код 191;
- Фарерские кроны — 011;
- Шотландские фунты[l 4] — 010;
- Гваделупские франки — 428;
- Мартиниканские франки — 432;
- Франки Французской Гвианы — 439.

Наконец, в качестве валютных ценностей в классификатор вошли не только благородные металлы (золото, серебро и платина, правда, измеряемые не в тройских унциях, как в ISO 4217, а в граммах или «в условной оценке»), но и такие ценности, как:
- Ювелирные изделия — 169;
- Драгоценные камни — 199.

### Разновидности рубля
| |  |
| Большинство граждан СССР было знакомо с валютной торговлей только по чекам Внешпосылторга и Внешторгбанка |  |

Рублю в Общесоюзном классификаторе валют был присвоен код 002. Таким образом, формально он был отнесён к группе свободного конвертируемых валют, хотя являлся валютой замкнутой. При этом в различных версиях классификатора наименования денежной единицы, соответствующей коду 002, различались. Так, в перечне условных цифровых обозначений валют Внешторгбанка, на базе которого был построен общесоюзный стандарт, она носила название «Рубли расчётные с платежом в свободно конвертируемой валюте», непосредственно в ОКВ — просто «Рубли», в созданном на его основе Классификаторе клиринговых валют (ККВ ЦБ РФ) — «Рубли инвалютные».
Кроме того, в классификатор было включено ещё несколько десятков кодов, соответствовавших различным клиринговым валютам на базе рубля. В различных версиях стандарта они носят названия «Рубль», «Расчётный рубль», «Клиринговый рубль». Такое многообразие объясняется прежде всего тем, что за редкими исключениями непосредственно советский рубль в обслуживании международных расчётов не участвовал. В этом качестве выступали его производные, другие (прежде всего свободно конвертируемые) валюты, или же расчёты производились на условиях клиринга. При этом производные рубля чаще всего рассматриваются в качестве самостоятельных денежных единиц, имеющих собственную природу, эмиссионный механизм, стоимость (курс) по отношению к рублю советскому.
Прежде всего это расчётный (инвалютный) рубль — счётная денежная единица, в которой выражались остатки на специальных банковских счетах, предусматривавших возможность конвертации денежных средств в иностранные валюты. Одно из его определений гласит:

Для выражения определённого кол-ва иностранной валюты в рублёвом эквиваленте (по официальному курсу Госбанка СССР) используется условная счётная единица — инвалютный рубль, которая не имеет связи с внутренним рублём и является, по сути, иностранной валютой в «рублёвом» исчислении.— Валютно-финансовые отношения предприятий и организаций с зарубежными партнёрами
Ещё одна самостоятельная денежная единица — переводной рубль, который являлся коллективной валютой стран — членов СЭВ.
Наконец, 21 января 1994 года отдельным письмом Центрального банка Российской Федерации Общесоюзный классификатор валют был дополнен списком безналичных (расчётных) рублей бывших республик СССР — членов рублёвой зоны:
- Расчётные рубли Республики Беларусь — 906;
- Расчётные рубли Республики Казахстан — 907;
- Расчётные рубли Республики Узбекистан — 908;
- Расчётные рубли Республики Туркменистан — 909;
- Расчётные рубли Республики Грузия — 910;
- Расчётные рубли Республики Армения — 911;
- Расчётные рубли Республики Азербайджан — 912;
- Расчётные рубли Республики Молдова — 913;
- Расчётные рубли Республики Таджикистан — 914.

Фактически эти коды применялись и ранее, однако на уровне государственного стандарта были зафиксированы только в начале 1994 года.

### Наименования валют
Если коды Общесоюзного классификатора валют повторяли условные цифровые обозначения валют Внешторгбанка, которые использовались самим банком для внутренних целей и после принятия союзного стандарта, то наименования денежных единиц часто отличались. Ниже представлены некоторые из таких различий в сравнении с названиями, встречающимися в справочной литературе, изданной до середины 90-х годов.
| Современное наименование в соответствии с действующим Общероссийским классификатором валют | ISO 4217 (англ. яз.) | УЦОВ             | ОКВ:1984         | БСЭ                   | ВСМ                     | СН           | НС                    |
| ------------------------------------------------------------------------------------------ | -------------------- | ---------------- | ---------------- | --------------------- | ----------------------- | ------------ | --------------------- |
| Гуарани                                                                                    | Guarani              | Гварани          | Гуварани         | Гварани, гуарани      | Гварани                 | Гварани      | Гварани               |
| Гурд (гаитянский гурд)                                                                     | Gourde               | Гурд             | Гаити            | Гурд                  | Гурд                    | Гурд         | Гурд                  |
| Кетсаль (гватемальский кетсаль)                                                            | Quetzal              | Кветцал          | Кетсаль          | Кетсал (кетсаль)      | Кетсал                  | Кетсал       | Кетсаль               |
| Кьят                                                                                       | Kyat                 | Къят             | Кьят             | Кьят (джа)            | Кьят (ча, джа)          | Кьят (кейат) | Кьят (ча, джа)        |
| Нгултрум                                                                                   | Ngultrum             | Нгултрум (рупия) | Нгултрум (рупия) | —                     | Нгултрум (рупия Бутана) | Нгултрум     | —                     |
| Паанга                                                                                     | Pa’anga              | Паанга (доллар)  | Паанга (доллар)  | Паанга (доллар Тонги) | Паанга (доллар Тонги)   | —            | Паанга (доллар Тонги) |
| Риял (саудовский риял)                                                                     | Saudi Riyal          | Риал             | Риал             | Риял                  | Риял                    | Риял         | Риял                  |
| Рэнд                                                                                       | Rand                 | Рэнд             | Рэнд             | Рэнд                  | Ранд                    | Ранд (рэнд)  | Рэнд                  |
| Тала                                                                                       | Tala                 | Тала (доллар)    | Тала (доллар)    | Самоанский доллар     | Тала (доллар Самоа)     | —            | Тала (доллар Самоа)   |
| Фунт (гибралтарский фунт)                                                                  | Gibraltar Pound      | Фунт             | Ливр             | Фунт                  | Фунт                    | —            | Фунт                  |
| —                                                                                          | Ekwele               | Экуэле           | Эквеле           | Эквеле                | Экуэле                  | Экуэле       | —                     |

### Различия общесоюзного и общероссийского стандартов
Как было отмечено выше, в Общероссийский классификатор валют вошли далеко не все денежные единицы, ранее включённые в союзный стандарт; сам российский классификатор был построен уже на кодах международного стандарта ISO 4217. В сводном виде различия общесоюзного и общероссийского (редакция 1994 года) классификаторов валют представлены в таблице (в сравнении с мировым стандартом ISO 4217):
| Данные               | Общесоюзный классификатор валют | Общероссийский классификатор валют     | ISO 4217                                                                                                 |
| -------------------- | --- | -------------------------------------- | --- |
| Цифровой код         | Эквивалентен порядковому номеру валюты в классификаторе                                                                                        | Как правило, повторяет код ISO 4217    | Как правило, повторяет код страны-эмитента валюты в стандарте ISO 3166-1                                 |
| Алфавитный код       | Как правило, повторял код ISO 4217, использовался для связи локального стандарта с международными                                              | Повторяет код ISO 4217                 | Уникальный код, построенный на базе двухбуквенного кода страны-эмитента в стандарте ISO 3166-1           |
| Список валют         | Включал расширенный список существующих валют (в частности, клиринговые валюты) и валютных ценностей (например, некоторые благородные металлы) | Как правило, повторяет список ISO 4217 | Включает почти все существующие валюты                                                                   |
| Территория обращения | Не указана | Как правило, повторяет данные ISO 4217 | Страна-эмитент, а также государства, использующие валюту на основании формального соглашения с эмитентом |
| Дробная единица      | Не указана | Не указана                             | Указано наличие и число разрядов в базовой валюте                                                        |

## Валюты, включённые в Общесоюзный классификатор валют
В приведённой таблице наименования денежных единиц даны в соответствии с документом «Условные цифровые обозначения валют», утверждённом Внешторгбанком СССР в 1985 году. В случае существенного расхождения (кроме случаев, отмеченных в разделах «Разновидности рубля» и «Наименования валют») через дробь указывается наименование в соответствии с Общесоюзным классификатором валют, опубликованном издательством «Финансы и статистика» в 1986 году. В случае, если в период действия классификатора произошла замена какой-то из валют на новую, то такая замена указывается в примечании.
Во второй колонке таблицы приведены цифровые коды Общесоюзного классификатора валют, в третьей — алфавитные коды стандарта ISO 4217, которые соответствуют валютам, включённым в союзный стандарт. Следующие две колонки содержат цифровые и алфавитные коды валют, присвоенные им в Общероссийском классификаторе валют (редакция 1994 года), последняя — код, который получила денежная единица в Классификаторе клиринговых валют (редакция Центрального банка Российской Федерации).
Кроме того,
- жёлтым цветом выделены алфавитные коды, включённые в Общесоюзный классификатор валют для связи с международными стандартами, но отсутствующие в стандарте ISO 4217;
- зелёным — алфавитные коды ISO 4217, присвоенные соответствующим денежным единицам в период действия Общесоюзного классификатора валют, но которые не упоминаются в союзном стандарте;
- голубым — наименования валют, которые вышли из обращения на момент утверждения Общесоюзного классификатора валют;
- хаки — наименования валют, которые вышли из обращения в период действия Общесоюзного классификатора валют, но сохранились во всех его редакциях;
- оранжевым — алфавитные коды ISO 4217, присвоенные соответствующим валютам не в момент утверждения Общероссийского классификатора валют, а в последующих поправках к нему;
- фиолетовым — цифровые коды союзного стандарта, включённые в его последующие редакции;
- серым — цифровые коды союзного стандарта, исключённые из его последующих редакций;
- тёмно-зелёным — цифровые коды союзного стандарта, в его последующих редакциях присвоенные другим денежным единицам.

| Наименование валюты | Код ОКВ:1984                              | Код ОКВ:1984                              | Код ОКВ:1994                              | Код ОКВ:1994                              | Код ККВ                                   |
| Наименование валюты | цифровой                                  | алфавитный                                | цифровой                                  | алфавитный                                | Код ККВ                                   |
| (1) | (2)                                       | (3)                                       | (4)                                       | (5)                                       | (6)                                       |
| Свободно конвертируемая валюта (I группа) | Свободно конвертируемая валюта (I группа) | Свободно конвертируемая валюта (I группа) | Свободно конвертируемая валюта (I группа) | Свободно конвертируемая валюта (I группа) | Свободно конвертируемая валюта (I группа) |
| --- | ----------------------------------------- | ----------------------------------------- | ----------------------------------------- | ----------------------------------------- | ----------------------------------------- |
| США доллары | 001                                       | USD                                       | 840                                       | USD                                       | —                                         |
| Рубли расчётные с платежом в свободно конвертируемой валюте / Рубли                                                                                               | 002                                       | SUR                                       | 810                                       | RUR                                       | A02                                       |
| Английские фунты стерлингов | 003                                       | GBP                                       | 826                                       | GBP                                       | —                                         |
| Испанские песеты с платежом в долларах США | 004                                       | —                                         | —                                         | —                                         | A04                                       |
| Голландские гульдены | 005                                       | NLG                                       | 528                                       | NLG                                       | —                                         |
| Швейцарские франки | 006                                       | CHF                                       | 756                                       | CHF                                       | —                                         |
| Шведские кроны | 007                                       | SEK                                       | 752                                       | SEK                                       | —                                         |
| Итальянские лиры | 008                                       | ITL                                       | 380                                       | ITL                                       | —                                         |
| Французские франки | 009                                       | FRF                                       | 250                                       | FRF                                       | —                                         |
| Шотландские фунты | 010                                       | —                                         | —                                         | —                                         | A10                                       |
| Фарерские кроны | 011                                       | DKK                                       | —                                         | —                                         | A11                                       |
| Гонконгские доллары расчётные с платежом в долларах США | 012                                       | —                                         | —                                         | —                                         | A12                                       |
| Турецкие лиры расчётные с платежом в долларах США | 013                                       | —                                         | —                                         | —                                         | A13                                       |
| Финляндские марки по спецсчёту № 07206902 | 014                                       | —                                         | 246                                       | FIM                                       | —                                         |
| Японские иены расчётные с платежом в долларах США | 015                                       | —                                         | —                                         | —                                         | A15                                       |
| Японские иены расчётные с платежом в марках ФРГ | 016                                       | —                                         | —                                         | —                                         | A16                                       |
| Норвежские кроны | 017                                       | NOK                                       | 578                                       | NOK                                       | —                                         |
| Датские кроны | 018                                       | DKK                                       | 208                                       | DKK                                       | —                                         |
| Люксембургские франки | 019                                       | LUF                                       | 442                                       | LUF                                       | —                                         |
| Серебро в условной оценке | 020                                       | —                                         | —                                         | —                                         | A20                                       |
| Рубли по товарным кредитам с Сирией | 021                                       | —                                         | —                                         | —                                         | A21                                       |
| Канадские доллары | 022                                       | CAD                                       | 124                                       | CAD                                       | —                                         |
| Иракские динары | 023                                       | IQD                                       | 368                                       | IQD                                       | —                                         |
| Японские иены | 024                                       | JPY                                       | 392                                       | JPY                                       | —                                         |
| Иракские динары расчётные с платежом в долларах США | 025                                       | —                                         | —                                         | —                                         | A25                                       |
| Иракские динары расчётные с платежом в фунтах стерлингов | 026                                       | —                                         | —                                         | —                                         | A26                                       |
| Австрийские шиллинги | 027                                       | ATS                                       | 040                                       | ATS                                       | —                                         |
| Рубли по товарным кредитам с Алжиром | 029                                       | —                                         | —                                         | —                                         | A29                                       |
| США доллары расчётные по товарным кредитам с Суданом | 032                                       | —                                         | —                                         | —                                         | A32                                       |
| Австралийские доллары | 035                                       | AUD                                       | 036                                       | AUD                                       | —                                         |
| Малайзийские ринггиты расчётные с платежом в долларах США | 036                                       | —                                         | —                                         | —                                         | A36                                       |
| США доллары расчётные по товарным кредитам с Марокко | 038                                       | —                                         | —                                         | —                                         | A38                                       |
| США доллары расчётные по госкредитам, предоставленным на оплату товаров и услуг Алжиру                                                                            | 039                                       | —                                         | —                                         | —                                         | A39                                       |
| Бельгийские франки | 040                                       | BEF                                       | 056                                       | BEF                                       | —                                         |
| Рубли по зачислению на лимитные текущие счета по расчёту в свободно конвертируемой валюте                                                                         | 042                                       | —                                         | —                                         | —                                         | A42                                       |
| Шри-Ланка рупии расчётные с платежом в долларах США | 043                                       | —                                         | —                                         | —                                         | A43                                       |
| ЭКЮ (европейская валютная единица) | 045                                       | XEU                                       | 954                                       | XEU                                       | —                                         |
| ФРГ марки | 048                                       | DEM                                       | 280                                       | DEM                                       | —                                         |
| Испанские песеты | 051                                       | ESP                                       | 724                                       | ESP                                       | —                                         |
| Кувейтские динары | 052                                       | KWD                                       | 414                                       | KWD                                       | —                                         |
| Пакистанские рупии | 053                                       | PKR                                       | 586                                       | PKR                                       | —                                         |
| Ливанские фунты | 054                                       | LBP                                       | 422                                       | LBP                                       | —                                         |
| Рубли по госкредитам, предоставленным на оплату товаров и услуг Марокко                                                                                           | 056                                       | —                                         | —                                         | —                                         | A56                                       |
| Рубли по госкредитам, предоставленным на оплату товаров и услуг Тунису                                                                                            | 057                                       | —                                         | —                                         | —                                         | A57                                       |
| Рубли по госкредитам, предоставленным на оплату товаров и услуг Гренаде                                                                                           | 058                                       | —                                         | —                                         | —                                         | A58                                       |
| США доллары по госкредитам, предоставленным на оплату товаров и услуг Нигерии                                                                                     | 059                                       | —                                         | —                                         | —                                         | A59                                       |
| Рубли по госкредитам, предоставленным на оплату поставок товаров с платежом в свободно конвертируемых валютах Республике Камерун                                  | 060                                       | —                                         | —                                         | —                                         | A60                                       |
| Исландские кроны | 061                                       | ISK                                       | 352                                       | ISK                                       | —                                         |
| Сингапурские доллары | 062                                       | SGD                                       | 702                                       | SGD                                       | —                                         |
| Рубли по товарным кредитам с Бурунди | 063                                       | —                                         | —                                         | —                                         | A63                                       |
| Рубли по товарным кредитам с Мозамбиком | 064                                       | —                                         | —                                         | —                                         | A64                                       |
| Рубли по товарным кредитам с Руандой | 065                                       | —                                         | —                                         | —                                         | A65                                       |
| Рубли по товарным кредитам с Республикой Островов Зелёного Мыса                                                                                                   | 066                                       | —                                         | —                                         | —                                         | A66                                       |
| Рубли по товарным кредитам с Ботсваной | 068                                       | —                                         | —                                         | —                                         | A68                                       |
| Рубли по товарным кредитам с Никарагуа | 069                                       | —                                         | —                                         | —                                         | A69                                       |
| Английские фунты по товарным кредитам с Чехословакией | 070                                       | —                                         | —                                         | —                                         | A70                                       |
| ФРГ марки расчётные с платежом в бельгийских франках | 072                                       | —                                         | —                                         | —                                         | A72                                       |
| ФРГ марки расчётные с платежом в долларах США | 073                                       | —                                         | —                                         | —                                         | A73                                       |
| США доллары расчётные по товарным кредитам с Ливией | 074                                       | —                                         | —                                         | —                                         | A74                                       |
| США доллары расчётные по товарным кредитам с Ираком | 075                                       | —                                         | —                                         | —                                         | A75                                       |
| Платина | 076                                       | —                                         | —                                         | —                                         | A76                                       |
| Рубли по товарным кредитам с Вьетнамом | 077                                       | —                                         | —                                         | —                                         | A77                                       |
| Рубли по товарным кредитам с Бенином | 079                                       | —                                         | —                                         | —                                         | A79                                       |
| Рубли по расчётам между советскими организациями за перевозки грузов и пассажиров в свободно конвертируемой валюте                                                | 080                                       | —                                         | —                                         | —                                         | A80                                       |
| Рубли по товарным кредитам с Центрально-Африканской Республикой                                                                                                   | 081                                       | —                                         | —                                         | —                                         | A81                                       |
| Рубли по товарным кредитам с Гвинеей-Бисау | 082                                       | —                                         | —                                         | —                                         | A82                                       |
| Рубли по товарным кредитам с Индонезией | 083                                       | —                                         | —                                         | —                                         | A83                                       |
| Рубли по товарным кредитам с Перу | 084                                       | —                                         | —                                         | —                                         | A84                                       |
| Рубли по товарным кредитам с Йеменской Арабской Республикой | 085                                       | —                                         | —                                         | —                                         | A85                                       |
| Рубли по товарным кредитам с Чадом | 087                                       | —                                         | —                                         | —                                         | A87                                       |
| Рубли по товарным кредитам с Замбией | 088                                       | —                                         | —                                         | —                                         | A88                                       |
| США доллары расчётные по товарным кредитам с Индонезией | 089                                       | —                                         | —                                         | —                                         | A89                                       |
| Рубли по товарным кредитам с Эфиопией | 093                                       | —                                         | —                                         | —                                         | A93                                       |
| Рубли по товарным кредитам с Народной Демократической Республикой Йемен                                                                                           | 095                                       | —                                         | —                                         | —                                         | A95                                       |
| Английские фунты по товарным кредитам с Бирмой | 096                                       | —                                         | —                                         | —                                         | A96                                       |
| Золото | 098                                       | —                                         | —                                         | —                                         | A98                                       |
| Серебро | 099                                       | —                                         | —                                         | —                                         | A99                                       |
| США доллары по госкредиту с МНР | 100                                       | —                                         | —                                         | —                                         | B00                                       |
| Рубли по товарным кредитам с Ираком | 101                                       | —                                         | —                                         | —                                         | B01                                       |
| Рубли по товарным кредитам с Экваториальной Гвинеей | 102                                       | —                                         | —                                         | —                                         | B02                                       |
| Рубли по товарным кредитам с Шри-Ланка | 103                                       | —                                         | —                                         | —                                         | B03                                       |
| США доллары расчётные с платежом в швейцарских франках | 104                                       | —                                         | —                                         | —                                         | B04                                       |
| Рубли по расчётам со спецмагазинами Торгмортранса в свободно конвертируемой валюте                                                                                | 105                                       | —                                         | —                                         | —                                         | B05                                       |
| Английские фунты расчётные с платежом в марках ФРГ | 106                                       | —                                         | —                                         | —                                         | B06                                       |
| Шведские кроны в датских кронах | 107                                       | —                                         | —                                         | —                                         | B07                                       |
| Английские фунты расчётные с платежом в итальянских лирах | 109                                       | —                                         | —                                         | —                                         | B09                                       |
| Итальянские лиры расчётные с платежом в фунтах стерлингов | 110                                       | —                                         | —                                         | —                                         | B10                                       |
| Рубли по товарным кредитам с Бирмой | 111                                       | —                                         | —                                         | —                                         | B11                                       |
| Рубли по товарным кредитам с Мали | 112                                       | —                                         | —                                         | —                                         | B12                                       |
| Австрийские шиллинги с платежом в итальянских лирах | 113                                       | —                                         | —                                         | —                                         | B13                                       |
| Английские фунты расчётные с платежом в датских кронах | 114                                       | —                                         | —                                         | —                                         | B14                                       |
| Рубли по товарным кредитам с Конго | 115                                       | —                                         | —                                         | —                                         | B15                                       |
| Рубли по товарным кредитам с Ганой | 116                                       | —                                         | —                                         | —                                         | B16                                       |
| Рубли по товарным кредитам с Суданом | 117                                       | —                                         | —                                         | —                                         | B17                                       |
| Рубли по товарным кредитам с Францией | 118                                       | —                                         | —                                         | —                                         | B18                                       |
| Рубли по товарным кредитам с Нигерией | 119                                       | —                                         | —                                         | —                                         | B19                                       |
| США доллары расчётные с платежом в датских кронах | 122                                       | —                                         | —                                         | —                                         | B22                                       |
| Французские франки по товарным кредитам с Алжиром | 123                                       | —                                         | —                                         | —                                         | B23                                       |
| США доллары расчётные по расчётам с Йеменской Арабской Республикой                                                                                                | 124                                       | —                                         | —                                         | —                                         | B24                                       |
| Английские фунты расчётные с платежом в долларах США | 126                                       | —                                         | —                                         | —                                         | B26                                       |
| Рубли расчётные с платежом в норвежских кронах | 127                                       | —                                         | —                                         | —                                         | B27                                       |
| Рубли по отчислениям за поставленные на экспорт товары и услуги по расчётам в свободно конвертируемой валюте                                                      | 128                                       | —                                         | —                                         | —                                         | B28                                       |
| Рубли по госкредитам, предоставленным на оплату поставок товаров с платежом в свободно конвертируемых валютах Республике Буркина-Фасо                             | 132                                       | —                                         | —                                         | —                                         | B32                                       |
| США доллары расчётные с платежом во французских франках | 133                                       | —                                         | —                                         | —                                         | B33                                       |
| США доллары расчётные с платежом в итальянских лирах | 134                                       | —                                         | —                                         | —                                         | B34                                       |
| США доллары расчётные с платежом в бельгийских франках | 135                                       | —                                         | —                                         | —                                         | B35                                       |
| Английские фунты расчётные с платежом во французских франках | 136                                       | —                                         | —                                         | —                                         | B36                                       |
| США доллары расчётные с платежом в фунтах стерлингов по расчётам с Народной Демократической Республикой Йемен                                                     | 137                                       | —                                         | —                                         | —                                         | B37                                       |
| США доллары расчётные по товарным кредитам с Сирией | 138                                       | —                                         | —                                         | —                                         | B38                                       |
| США доллары расчётные по товарным кредитам с Анголой | 139                                       | —                                         | —                                         | —                                         | B39                                       |
| США доллары расчётные с платежом в японских иенах | 140                                       | —                                         | —                                         | —                                         | B40                                       |
| Бельгийские франки расчётные с платежом во французских франках | 141                                       | —                                         | —                                         | —                                         | B41                                       |
| США доллары расчётные с платежом в голландских гульденах | 142                                       | —                                         | —                                         | —                                         | B42                                       |
| Рубли по товарным кредитам с Мадагаскаром | 144                                       | —                                         | —                                         | —                                         | B44                                       |
| ФРГ марки расчётные с платежом в швейцарских франках | 145                                       | —                                         | —                                         | —                                         | B45                                       |
| США доллары расчётные по товарным кредитам по спецсчёту № 07419150                                                                                                | 146                                       | —                                         | —                                         | —                                         | B46                                       |
| Английские фунты расчётные с платежом в голландских гульденах | 147                                       | —                                         | —                                         | —                                         | B47                                       |
| США доллары по госкредиту с Польшей | 149                                       | —                                         | —                                         | —                                         | B49                                       |
| Рубли по уплате комиссии по неторговым операциям в свободно конвертируемой валюте                                                                                 | 150                                       | —                                         | —                                         | —                                         | B50                                       |
| Рубли по товарным кредитам с Танзанией | 151                                       | —                                         | —                                         | —                                         | B51                                       |
| Рубли по товарным кредитам с Угандой | 152                                       | —                                         | —                                         | —                                         | B52                                       |
| США доллары расчётные с платежом в марках ФРГ | 153                                       | —                                         | —                                         | —                                         | B53                                       |
| США доллары расчётные с платежом в фунтах стерлингов | 154                                       | —                                         | —                                         | —                                         | B54                                       |
| США доллары расчётные по спецсчёту с Суданом | 155                                       | —                                         | —                                         | —                                         | B55                                       |
| Рубли расчётные с платежом в долларах США | 157                                       | —                                         | —                                         | —                                         | B57                                       |
| Рубли расчётные с платежом в голландских гульденах | 158                                       | —                                         | —                                         | —                                         | B58                                       |
| Рубли по товарным кредитам с Анголой | 160                                       | —                                         | —                                         | —                                         | B60                                       |
| США доллары расчётные с платежом в пакистанских рупиях | 163                                       | —                                         | —                                         | —                                         | B63                                       |
| Рубли расчётные с платежом в фунтах стерлингов | 165                                       | —                                         | —                                         | —                                         | B65                                       |
| Австралийские доллары расчётные с платежом в английских фунтах стерлингов                                                                                         | 167                                       | —                                         | —                                         | —                                         | B67                                       |
| Ювелирные изделия | 169                                       | —                                         | —                                         | —                                         | B69                                       |
| США доллары расчётные с платежом по спецсчёту в свободно конвертируемых иракских динарах                                                                          | 172                                       | —                                         | —                                         | —                                         | B72                                       |
| Тунисские динары расчётные с платежом в долларах США по расчётам с Тунисом                                                                                        | 176                                       | —                                         | —                                         | —                                         | B76                                       |
| Рубли расчётные по расчётам с Народной Демократической Республикой Йемен с платежом в долларах США                                                                | 179                                       | —                                         | —                                         | —                                         | B79                                       |
| Рубли расчётные с платежом в итальянских лирах | 180                                       | —                                         | —                                         | —                                         | B80                                       |
| США доллары в канадских долларах | 181                                       | —                                         | —                                         | —                                         | B81                                       |
| США доллары расчётные с платежом в шведских кронах | 182                                       | —                                         | —                                         | —                                         | B82                                       |
| Английские фунты расчётные с платежом в пакистанских рупиях | 183                                       | —                                         | —                                         | —                                         | B83                                       |
| Рубли по прочим операциям без платежей за границу в свободно конвертируемой валюте                                                                                | 184                                       | —                                         | —                                         | —                                         | B84                                       |
| США доллары расчётные с платежом в австрийских шиллингах | 185                                       | —                                         | —                                         | —                                         | B85                                       |
| Французские франки расчётные с платежом в бельгийских франках | 186                                       | —                                         | —                                         | —                                         | B86                                       |
| Рубли расчётные с платежом во французских франках | 187                                       | —                                         | —                                         | —                                         | B87                                       |
| ФРГ марки расчётные с платежом в итальянских лирах | 188                                       | —                                         | —                                         | —                                         | B88                                       |
| Английские фунты расчётные с платежом в бельгийских франках | 189                                       | —                                         | —                                         | —                                         | B89                                       |
| Французские франки в итальянских лирах | 190                                       | —                                         | —                                         | —                                         | B90                                       |
| Фунты Острова Мэн | 191                                       | —                                         | —                                         | —                                         | B91                                       |
| Швейцарские франки расчётные с платежом во французских франках | 192                                       | —                                         | —                                         | —                                         | B92                                       |
| Рубли по товарным кредитам с Сан-Томе и Принсипи | 193                                       | —                                         | —                                         | —                                         | B93                                       |
| Рубли по товарным кредитам с Гвинеей | 194                                       | —                                         | —                                         | —                                         | B94                                       |
| Рубли по товарным кредитам с Гренадой | 195                                       | —                                         | —                                         | —                                         | B95                                       |
| США доллары по госкредитам, предоставленным на оплату товаров и услуг Иордании                                                                                    | 196                                       | —                                         | —                                         | —                                         | B96                                       |
| США доллары по госкредиту с Зимбабве | 197                                       | —                                         | —                                         | —                                         | B97                                       |
| Золото в условной оценке | 198                                       | —                                         | —                                         | —                                         | B98                                       |
| Драгоценные камни | 199                                       | —                                         | —                                         | —                                         | B99                                       |
| Замкнутые валюты (II группа) |                                           |                                           |                                           |                                           |                                           |
| Иорданские динары | 200                                       | JOD                                       | 400                                       | JOD                                       | —                                         |
| Суданские фунты | 201                                       | SDP                                       | 736                                       | SDD                                       | C01                                       |
| США доллары расчётные по спецсчёту с Иорданией | 203                                       | —                                         | —                                         | —                                         | C03                                       |
| Английские фунты расчётные по клирингу с Кампучией | 209                                       | —                                         | —                                         | —                                         | C09                                       |
| Английские фунты расчётные по расчётам с Сирией | 210                                       | —                                         | —                                         | —                                         | C10                                       |
| Иракские динары без права конверсии | 211                                       | —                                         | —                                         | —                                         | C11                                       |
| Рубли расчётные по расчётам с Афганистаном по клирингу с платежом в долларах США                                                                                  | 212                                       | —                                         | —                                         | —                                         | C12                                       |
| Греческие драхмы | 213                                       | GRD                                       | 300                                       | GRD                                       | —                                         |
| Турецкие лиры | 214                                       | TRL                                       | 792                                       | TRL                                       | —                                         |
| Рубли расчётные с платежом в замкнутых валютах развивающихся стран и по клирингам с ограниченной конверсией                                                       | 215                                       | —                                         | —                                         | —                                         | —                                         |
| Финляндские марки | 216                                       | FIM                                       | —                                         | —                                         | C16                                       |
| США доллары расчётные с платежом в фунтах стерлингов по расчётам с Сирией                                                                                         | 217                                       | —                                         | —                                         | —                                         | C17                                       |
| Финляндские марки расчётные по счёту № 07276902 | 218                                       | —                                         | —                                         | —                                         | C18                                       |
| Ирландские фунты | 219                                       | IEP                                       | 372                                       | IEP                                       | C19                                       |
| Саудовские риалы | 221                                       | SAR                                       | 682                                       | SAR                                       | —                                         |
| Рубли по счёту неторговых платежей с Кампучией | 222                                       | —                                         | —                                         | —                                         | —                                         |
| Кампучийские риели по счёту неторговых платежей / Кампучийские риели                                                                                              | 223                                       | KHR                                       | 116                                       | KHR                                       | C23                                       |
| Бангладешские таки | 224                                       | BDT                                       | 050                                       | BDT                                       | —                                         |
| Рубли расчётные с платежом в индийских рупиях | 225                                       | —                                         | —                                         | —                                         | —                                         |
| Бирманские къяты | 226                                       | BUK                                       | 104                                       | MMK                                       | —                                         |
| Эфиопские быры | 227                                       | ETB                                       | 230                                       | ETB                                       | C27                                       |
| Аргентинские аустрали | 228                                       | ARA                                       | 032                                       | ARS                                       | —                                         |
| Йеменские риалы (ЙАР) | 229                                       | YER                                       | 886                                       | YER                                       | —                                         |
| США доллары расчётные по товарным кредитам с Афганистаном | 230                                       | —                                         | —                                         | —                                         | C30                                       |
| Рубли по товарным кредитам с Афганистаном | 231                                       | —                                         | —                                         | —                                         | C31                                       |
| США доллары расчётные с платежом в индийских рупиях | 232                                       | —                                         | —                                         | —                                         | C32                                       |
| Рубли по товарным кредитам с Египтом | 233                                       | —                                         | —                                         | —                                         | C33                                       |
| Швейцарские франки расчётные с платежом фунтах стерлингов по клирингу с Сирией                                                                                    | 234                                       | —                                         | —                                         | —                                         | C34                                       |
| Рубли по товарным кредитам с Индией | 237                                       | —                                         | —                                         | —                                         | C37                                       |
| США доллары расчётные по спец. текущему счёту с Грецией | 238                                       | —                                         | —                                         | —                                         | C38                                       |
| Египетские фунты | 239                                       | EGP                                       | 818                                       | EGP                                       | —                                         |
| Рубли по товарным кредитам с Сирией | 241                                       | —                                         | —                                         | —                                         | C41                                       |
| Бразильские крузейро | 242                                       | BRC                                       | 987                                       | BRR                                       | C42                                       |
| Эскудо Республики Островов Зелёного Мыса | 243                                       | CVE                                       | 132                                       | CVE                                       | —                                         |
| Иранские риалы | 244                                       | IRR                                       | 364                                       | IRR                                       | —                                         |
| Индийские рупии | 245                                       | INR                                       | 356                                       | INR                                       | C45                                       |
| Рубли по товарным кредитам с Гвинеей | 246                                       | —                                         | —                                         | —                                         | C46                                       |
| США доллары расчётные по товарным кредитам с Гвинеей | 247                                       | —                                         | —                                         | —                                         | C47                                       |
| Непальские рупии | 248                                       | NPR                                       | 524                                       | NPR                                       | —                                         |
| США доллары расчётные по спецсчёту с Непалом | 250                                       | —                                         | —                                         | —                                         | C50                                       |
| Афганские афгани | 252                                       | AFA                                       | 004                                       | AFA                                       | —                                         |
| Кина Папуа — Новая Гвинея | 253                                       | PGK                                       | 598                                       | PGK                                       | —                                         |
| Английские фунты расчётные по клирингу с Сирией | 257                                       | —                                         | —                                         | —                                         | C57                                       |
| Рубли по товарным кредитам с Алжиром | 259                                       | —                                         | —                                         | —                                         | C59                                       |
| Индонезийские рупии | 260                                       | IDR                                       | 360                                       | IDR                                       | —                                         |
| Ботсванские пулы | 261                                       | BWP                                       | 072                                       | BWP                                       | —                                         |
| Рубли по товарным кредитам с Пакистаном | 262                                       | —                                         | —                                         | —                                         | C62                                       |
| Рубли по товарным кредитам с Ираном | 263                                       | —                                         | —                                         | —                                         | C63                                       |
| Южноафриканские рэнды | 269                                       | ZAR                                       | 710                                       | ZAR                                       | —                                         |
| Рубли по товарным кредитам с Кампучией | 270                                       | —                                         | —                                         | —                                         | C70                                       |
| Рубли по товарным кредитам с Народной Демократической Республикой Йемен                                                                                           | 272                                       | —                                         | —                                         | —                                         | C72                                       |
| Кипрские фунты | 274                                       | CYP                                       | 196                                       | CYP                                       | —                                         |
| Гибралтарские фунты | 279                                       | GIP                                       | 292                                       | GIP                                       | —                                         |
| Рубли по расчётам между советскими организациями за перевозки грузов и пассажиров в замкнутых валютах развивающихся стран и по клирингу с ограниченной конверсией | 280                                       | —                                         | —                                         | —                                         | —                                         |
| Португальские эскудо | 281                                       | PTE                                       | 620                                       | PTE                                       | —                                         |
| Рубли расчётные по клирингу с Финляндией | 282                                       | —                                         | —                                         | —                                         | C82                                       |
| США доллары расчётные по товарным кредитам с Турцией | 283                                       | —                                         | —                                         | —                                         | C83                                       |
| США доллары по клиринговым расчётам с Афганистаном | 284                                       | —                                         | —                                         | —                                         | C84                                       |
| Английские фунты расчётные по госкредиту, предоставленному на оплату товаров и услуг с АРЕ                                                                        | 286                                       | —                                         | —                                         | —                                         | C86                                       |
| Тайваньские доллары | 287                                       | TWD                                       | 901                                       | TWD                                       | —                                         |
| США доллары расчётные с платежом в рублях по клирингу с Финляндией                                                                                                | 288                                       | —                                         | —                                         | —                                         | C88                                       |
| США доллары в иракских динарах | 289                                       | —                                         | —                                         | —                                         | C89                                       |
| США доллары по клиринговым расчётам с Турцией | 292                                       | —                                         | —                                         | —                                         | C92                                       |
| Английские фунты расчётные с платежом в египетских фунтах по клирингу                                                                                             | 293                                       | —                                         | —                                         | —                                         | C93                                       |
| Английские фунты по клирингу с Египтом | 294                                       | —                                         | —                                         | —                                         | C94                                       |
| Чилийские песо | 296                                       | CLP                                       | 152                                       | CLP                                       | —                                         |
| Английские фунты расчётные по клирингу с Египтом | 297                                       | —                                         | —                                         | —                                         | C97                                       |
| Французские франки по компенсационным сделкам с Конго | 300                                       | —                                         | —                                         | —                                         | E00                                       |
| Рубли по расчётам со спецмагазинами Торгмортранса в замкнутых валютах развивающихся стран и по клирингам с ограниченной конверсией                                | 302                                       | —                                         | —                                         | —                                         | —                                         |
| Алжирские динары | 303                                       | DZD                                       | 012                                       | DZD                                       | —                                         |
| КФА франки (западноафриканского валютного союза) / Малийский франк                                                                                                | 304                                       | XOF                                       | 952                                       | XOF                                       | —                                         |
| Шри-Ланка рупии | 307                                       | LKR                                       | 144                                       | LKR                                       | —                                         |
| Ливийские динары | 308                                       | LYD                                       | 434                                       | LYD                                       | —                                         |
| Рубли расчётные по клирингу с Кампучией | 310                                       | —                                         | —                                         | —                                         | E10                                       |
| США доллары по клиринговым расчётам с Ираном | 311                                       | —                                         | —                                         | —                                         | E11                                       |
| США доллары по расчётам с Ираном по счёту «Ностро» | 312                                       | —                                         | —                                         | —                                         | E12                                       |
| США доллары 07207156 с Ираном | 313                                       | —                                         | —                                         | —                                         | E13                                       |
| США доллары расчётные по расчётам с Конго | 317                                       | —                                         | —                                         | —                                         | E17                                       |
| США доллары расчётные с платежом в иранских риалах | 319                                       | —                                         | —                                         | —                                         | E19                                       |
| Руандийские франки | 321                                       | RWF                                       | 646                                       | RWF                                       | —                                         |
| Французские франки расчётные по расчётам с Конго | 322                                       | —                                         | —                                         | —                                         | E22                                       |
| Рубли по госкредитам, предоставленным на оплату товаров и услуг Камеруну                                                                                          | 323                                       | —                                         | —                                         | —                                         | E23                                       |
| Рубли по госкредитам, предоставленным на оплату товаров и услуг Конго                                                                                             | 324                                       | —                                         | —                                         | —                                         | E24                                       |
| Рубли по госкредитам, предоставленным на оплату товаров и услуг Непалу                                                                                            | 325                                       | —                                         | —                                         | —                                         | E25                                       |
| США доллары расчётные по расчётам с Пакистаном | 326                                       | —                                         | —                                         | —                                         | E26                                       |
| США доллары расчётные по расчётам с Гвинеей | 327                                       | —                                         | —                                         | —                                         | E27                                       |
| Рубли по отчислениям за поставленные на экспорт товары и услуги по расчётам в замкнутых валютах развивающихся стран и по клирингам с ограниченной конверсией      | 329                                       | —                                         | —                                         | —                                         | —                                         |
| США доллары расчётные по спецсчёту с Алжиром | 330                                       | —                                         | —                                         | —                                         | E30                                       |
| Ганские седи | 331                                       | GHC                                       | 288                                       | GHC                                       | —                                         |
| Гвинейские сили | 332                                       | GNS                                       | 324                                       | GNF                                       | —                                         |
| Уругвайские песо | 333                                       | UYP                                       | 858                                       | UYP                                       | —                                         |
| Английские фунты расчётные по госкредиту, предоставленному на оплату товаров и услуг Сирии                                                                        | 335                                       | —                                         | —                                         | —                                         | E35                                       |
| США доллары расчётные по расчётам с Танзанией | 338                                       | —                                         | —                                         | —                                         | E38                                       |
| Рубли по госкредитам, предоставленным на оплату товаров и услуг Мозамбику                                                                                         | 339 (?)                                   | —                                         | —                                         | —                                         | —                                         |
| США доллары расчётные по спецсчёту с Турцией | 340                                       | —                                         | —                                         | —                                         | E40                                       |
| Английские фунты расчётные по расчётам с Индией | 341                                       | —                                         | —                                         | —                                         | E41                                       |
| Рубли по зачислению на лимитные текущие счета по расчёту в замкнутых валютах развивающихся стран и по клирингам с ограниченной конверсией                         | 342                                       | —                                         | —                                         | —                                         | E42                                       |
| Мексиканские песо | 343                                       | MXP                                       | 484                                       | MXN                                       | E43                                       |
| США доллары по госкредитам, предоставленным на оплату товаров и услуг Алжиру                                                                                      | 344                                       | —                                         | —                                         | —                                         | E44                                       |
| США доллары по госкредиту с Сирией на оплату товаров и услуг | 345                                       | —                                         | —                                         | —                                         | E45                                       |
| США доллары расчётные с платежом в фунтах стерлингов по расчётам с Бангладеш                                                                                      | 346                                       | —                                         | —                                         | —                                         | E46                                       |
| Сирийские фунты | 347                                       | SYP                                       | 760                                       | SYP                                       | —                                         |
| Рубли расчётные с платежом в финляндских марках | 348                                       | —                                         | —                                         | —                                         | E48                                       |
| Тунисские динары | 351                                       | TND                                       | 788                                       | TND                                       | —                                         |
| Рубли по отчислениям в замкнутых валютах развивающихся стран | 352                                       | —                                         | —                                         | —                                         | E52                                       |
| Таиландские баты | 353                                       | THB                                       | 764                                       | THB                                       | —                                         |
| США доллары расчётные с платежом в иракских динарах | 354                                       | —                                         | —                                         | —                                         | E54                                       |
| Новозеландские доллары | 355                                       | NZD                                       | 554                                       | NZD                                       | —                                         |
| Марокканские дирхамы | 357                                       | MAD                                       | 504                                       | MAD                                       | —                                         |
| Малайзийские ринггиты | 358                                       | MYR                                       | 458                                       | MYR                                       | —                                         |
| Бермудские фунты | 359                                       | BMD                                       | 060                                       | BMD                                       | —                                         |
| США доллары расчётные с платежом в гвинейских сили | 360                                       | —                                         | —                                         | —                                         | E60                                       |
| Мальтийские лиры | 361                                       | MTP                                       | 470                                       | MTL                                       | —                                         |
| КФА франки (валютного союза Центральной Африки) / Камерунские франки КФА                                                                                          | 362                                       | XAF                                       | 950                                       | XAF                                       | —                                         |
| Кенийские шиллинги | 363                                       | KES                                       | 404                                       | KES                                       | —                                         |
| Леоне Сьерра-Леоне | 364                                       | SLL                                       | 694                                       | SLL                                       | —                                         |
| Гонконгские доллары | 365                                       | HKD                                       | 344                                       | HKD                                       | E65                                       |
| Рубли расчётные по расчётам с Ираном | 366                                       | —                                         | —                                         | —                                         | —                                         |
| Пакистанские рупии расчётные по расчётам по спецсчетам с Пакистаном (МВТ)                                                                                         | 368                                       | —                                         | —                                         | —                                         | E68                                       |
| Пакистанские рупии расчётные по расчётам по спецсчетам с Пакистаном (ГКЭС)                                                                                        | 369                                       | —                                         | —                                         | —                                         | E69                                       |
| США доллары по клиринговым расчётам с Бангладеш | 370                                       | —                                         | —                                         | —                                         | E70                                       |
| Английские фунты расчётные по расчётам с Бангладеш | 372                                       | —                                         | —                                         | —                                         | E72                                       |
| Мозамбикские метикалы / Мозамбикские эскудо | 373                                       | MZE                                       | 508                                       | MZM                                       | —                                         |
| Рубли по товарным кредитам с Бангладеш | 374                                       | —                                         | —                                         | —                                         | E74                                       |
| Английские фунты расчётные по клирингу с Бангладеш | 375                                       | —                                         | —                                         | —                                         | E75                                       |
| Английские фунты расчётные по расчётам по спецсчетам с Бангладеш                                                                                                  | 376                                       | —                                         | —                                         | —                                         | E76                                       |
| Джибутийские франки | 377                                       | DJF                                       | 262                                       | DJF                                       | —                                         |
| Панамские бальбоа | 378                                       | PAB                                       | 590                                       | PAB                                       | —                                         |
| Тиморойские эскудо | 379                                       | TPE                                       | 626                                       | TPE                                       | —                                         |
| Танзанийские шиллинги | 380                                       | TZS                                       | 834                                       | TZS                                       | —                                         |
| Фолклендские фунты | 381                                       | FKP                                       | 238                                       | FKP                                       | —                                         |
| Маврикийские рупии | 382                                       | MUR                                       | 480                                       | MUR                                       | —                                         |
| Колумбийские песо | 383                                       | COP                                       | 170                                       | COP                                       | —                                         |
| Сомалийские шиллинги | 384                                       | SOS                                       | 706                                       | SOS                                       | —                                         |
| Рубли по уплате комиссии по неторговым операциям в замкнутых валютах развивающихся стран и по клирингам с ограниченной конверсией                                 | 390                                       | —                                         | —                                         | —                                         | E90                                       |
| Венесуэльские боливары | 391                                       | VEB                                       | 862                                       | VEB                                       | —                                         |
| Замбийские квачи | 392                                       | ZMK                                       | 894                                       | ZMK                                       | —                                         |
| Перуанские соли / Перуанские инти | 393                                       | PEI                                       | 604                                       | PEN                                       | —                                         |
| Боливийские песо | 394                                       | BOP                                       | 068                                       | BOB                                       | —                                         |
| США доллары по бартерным расчётам с Пакистаном | 396                                       | —                                         | —                                         | —                                         | E96                                       |
| Рубли по прочим операциям без платежей за границу в замкнутых валютах развивающихся стран и по клирингам с ограниченной конверсией                                | 397                                       | —                                         | —                                         | —                                         | E97                                       |
| Ангольские кванзы | 400                                       | AOK                                       | 024                                       | AON                                       | —                                         |
| Бурундийские франки | 401                                       | BIF                                       | 108                                       | BIF                                       | —                                         |
| Гамбийские даласи | 402                                       | GMD                                       | 270                                       | GMD                                       | —                                         |
| Гвинея-Бисау песо | 403                                       | GWP                                       | 624                                       | GWP                                       | —                                         |
| Либерийские доллары | 404                                       | LRD                                       | 430                                       | LRD                                       | —                                         |
| Малагасийские франки | 405                                       | MGF                                       | 450                                       | MGF                                       | —                                         |
| Нигерийские найры | 406                                       | NGN                                       | 566                                       | NGN                                       | —                                         |
| США доллары расчётные с платежом в ангольских кванзах | 408                                       | —                                         | —                                         | —                                         | H08                                       |
| Заирские заиры | 409                                       | ZRZ                                       | 180                                       | ZRN                                       | H09                                       |
| Зимбабвийские доллары | 410                                       | ZWD                                       | 716                                       | ZWD                                       | —                                         |
| Сан-Томе и Принсипи добры | 411                                       | STD                                       | 678                                       | STD                                       | —                                         |
| Экваториальной Гвинеи экуэле | 412                                       | GQE                                       | 950                                       | XAF                                       | H12                                       |
| Сейшельские рупии | 413                                       | SCR                                       | 690                                       | SCR                                       | —                                         |
| Бахрейнские динары | 414                                       | BHD                                       | 048                                       | BHD                                       | —                                         |
| Оманские риалы | 415                                       | OMR                                       | 512                                       | OMR                                       | —                                         |
| Филиппинские песо | 416                                       | PHP                                       | 608                                       | PHP                                       | —                                         |
| Новокаледонийские франки КФП | 418                                       | XPF                                       | 953                                       | XPF                                       | —                                         |
| Мальдивские рупии | 419                                       | MVR                                       | 462                                       | MVR                                       | —                                         |
| Острова Фиджи доллары | 420                                       | FJD                                       | 242                                       | FJD                                       | —                                         |
| Восточнокарибские доллары | 421                                       | XCD                                       | 951                                       | XCD                                       | —                                         |
| Белизские доллары | 422                                       | BZD                                       | 084                                       | BZD                                       | —                                         |
| Костариканские колоны | 423                                       | CRC                                       | 188                                       | CRC                                       | —                                         |
| Доминиканские песо | 424                                       | DOP                                       | 214                                       | DOP                                       | —                                         |
| Эквадорские сукре | 425                                       | ECS                                       | 218                                       | ECS                                       | —                                         |
| Гватемальские кветцалы | 426                                       | GTQ                                       | 320                                       | GTQ                                       | —                                         |
| Гайанские доллары | 427                                       | GYD                                       | 328                                       | GYD                                       | —                                         |
| Гваделупские франки | 428                                       | FRF                                       | —                                         | —                                         | H28                                       |
| Гаитянские гурды | 429                                       | HTG                                       | 332                                       | HTG                                       | —                                         |
| Гондурасские лемпиры | 430                                       | HNL                                       | 340                                       | HNL                                       | —                                         |
| Ямайские доллары | 431                                       | JMD                                       | 388                                       | JMD                                       | —                                         |
| Мартиниканские франки | 432                                       | FRF                                       | —                                         | —                                         | H32                                       |
| Антильские гульдены | 433                                       | ANG                                       | 532                                       | ANG                                       | —                                         |
| Никарагуанские кордобы | 434                                       | NIC                                       | 558                                       | NIO                                       | —                                         |
| Парагвайские гуварани | 435                                       | PYG                                       | 600                                       | PYG                                       | —                                         |
| Сальвадорские колоны | 436                                       | SVC                                       | 222                                       | SVC                                       | —                                         |
| Суринамские гульдены | 437                                       | SRG                                       | 740                                       | SRG                                       | —                                         |
| Тринидада и Тобаго доллары | 438                                       | TTD                                       | 780                                       | TTD                                       | —                                         |
| Французской Гвианы франки | 439                                       | FRF                                       | —                                         | —                                         | H39                                       |
| Мавританские угии | 440                                       | MRO                                       | 478                                       | MRO                                       | —                                         |
| Английские фунты расчётные по клирингу с Сомали | 443                                       | —                                         | —                                         | —                                         | H43                                       |
| Суданские фунты по расчётам по спецсчетам с Суданом | 444                                       | —                                         | —                                         | —                                         | H44                                       |
| Английские фунты расчётные по расчётам с Суданом | 445                                       | —                                         | —                                         | —                                         | H45                                       |
| Французские франки расчётные по расчётам с Камеруном | 446                                       | —                                         | —                                         | —                                         | H46                                       |
| Французские франки расчётные по расчётам с Сенегалом | 447                                       | —                                         | —                                         | —                                         | H47                                       |
| Йеменские динары (НДРЙ) | 448                                       | YDD                                       | 886                                       | YER                                       | H48                                       |
| Английские фунты стерлингов по расчётам с Угандой | 449                                       | —                                         | —                                         | —                                         | H49                                       |
| Угандийские шиллинги | 450                                       | UGS                                       | 800                                       | UGS                                       | —                                         |
| Эфиопские быры | 454                                       | ETB                                       | 230                                       | ETB                                       | —                                         |
| Французские франки расчётные по расчётам с Чадом | 456                                       | —                                         | —                                         | —                                         | H56                                       |
| США доллары расчётные с платежом в фунтах стерлингов по расчётам с Суданом                                                                                        | 459                                       | —                                         | —                                         | —                                         | H59                                       |
| США доллары расчётные с платежом в суданских фунтах по расчётам с Суданом                                                                                         | 460                                       | —                                         | —                                         | —                                         | H60                                       |
| США доллары расчётные с платежом в фунтах стерлингов по расчётам с Египтом                                                                                        | 462                                       | —                                         | —                                         | —                                         | H62                                       |
| Финляндские марки расчётные с платежом в рублях | 467                                       | —                                         | —                                         | —                                         | —                                         |
| США доллары расчётные по госкредитам, предоставленным на оплату товаров и услуг Конго                                                                             | 468                                       | —                                         | —                                         | —                                         | H68                                       |
| Рубли по госкредитам, предоставленным на оплату товаров и услуг Сенегалу                                                                                          | 469                                       | —                                         | —                                         | —                                         | H69                                       |
| Рубли по госкредитам, предоставленным на оплату товаров и услуг Сомали                                                                                            | 470                                       | —                                         | —                                         | —                                         | H70                                       |
| Рубли по госкредитам, предоставленным на оплату товаров и услуг Судану                                                                                            | 471                                       | —                                         | —                                         | —                                         | H71                                       |
| Рубли по госкредитам, предоставленным на оплату товаров и услуг Танзании                                                                                          | 472                                       | —                                         | —                                         | —                                         | H72                                       |
| Рубли по госкредитам, предоставленным на оплату товаров и услуг Уганде                                                                                            | 473                                       | —                                         | —                                         | —                                         | H73                                       |
| Рубли по госкредитам, предоставленным на оплату товаров и услуг Чаду                                                                                              | 474                                       | —                                         | —                                         | —                                         | H74                                       |
| Багамские доллары | 476                                       | BSD                                       | 044                                       | BSD                                       | —                                         |
| Барбадосские доллары | 477                                       | BBD                                       | 052                                       | BBD                                       | —                                         |
| Брунейские доллары | 478                                       | BND                                       | 096                                       | BND                                       | —                                         |
| Вату Республики Вануату | 479                                       | VUV                                       | 548                                       | VUV                                       | —                                         |
| Воны Южной Кореи | 480                                       | KRW                                       | 410                                       | KRW                                       | —                                         |
| Дирхамы ОАЭ | 481                                       | AED                                       | 784                                       | AED                                       | —                                         |
| Каймановых островов доллары | 482                                       | KYP                                       | 136                                       | KYD                                       | —                                         |
| Соломоновых островов доллары | 483                                       | SBD                                       | 090                                       | SBD                                       | —                                         |
| Катарские риалы | 484                                       | QAR                                       | 634                                       | QAR                                       | —                                         |
| Коморские франки | 485                                       | KMF                                       | 174                                       | KMF                                       | —                                         |
| Лилангени Свазиленда | 486                                       | SZL                                       | 748                                       | SZL                                       | —                                         |
| Малавийские квачи | 487                                       | MWK                                       | 454                                       | MWK                                       | —                                         |
| Малоти Лесото / Лесотовские лоти | 488                                       | LSL                                       | 426                                       | LSL                                       | —                                         |
| Нгултрумы (рупии) Бутана) | 489                                       | INR                                       | 064                                       | BTN                                       | —                                         |
| Паанги (тонганские доллары) | 490                                       | TOP                                       | 776                                       | TOP                                       | —                                         |
| Патака Макао | 491                                       | MOP                                       | 446                                       | MOP                                       | —                                         |
| Тала (доллары Западного Самоа) | 492                                       | WST                                       | 882                                       | WST                                       | —                                         |
| Израильские шекели | 493                                       | ILS                                       | 376                                       | ILS                                       | —                                         |
| США доллары расчётные с платежом в малагасийских франках | 494                                       | —                                         | —                                         | —                                         | H94                                       |
| США доллары расчётные по госкредитам, предоставленным на оплату товаров и услуг Пакистану                                                                         | 495                                       | —                                         | —                                         | —                                         | H95                                       |
| США доллары расчётные по расчётам с Мадагаскаром | 496                                       | —                                         | —                                         | —                                         | H96                                       |
| США доллары расчётные по спецсчёту с Кипром | 497                                       | —                                         | —                                         | —                                         | H97                                       |
| США доллары по клирингу с Финляндией | 498                                       | —                                         | —                                         | —                                         | H98                                       |
| Расчёты с социалистическими странами в национальных валютах (III группа)                                                                                          |                                           |                                           |                                           |                                           |                                           |
| Албанские леки по счёту неторговых платежей | 500                                       | —                                         | —                                         | —                                         | —                                         |
| ГДР марки по счёту «Депо» | 501                                       | —                                         | —                                         | —                                         | K01                                       |
| ГДР марки | 502                                       | DDM                                       | 280                                       | DEM                                       | —                                         |
| Венгерские форинты по счёту «Депо» | 503                                       | —                                         | —                                         | —                                         | —                                         |
| Венгерские форинты | 504                                       | HUF                                       | 348                                       | HUF                                       | —                                         |
| Рубли по неторговым операциям с социалистическими странами | 507                                       | —                                         | —                                         | —                                         | K07                                       |
| Вьетнамские донги по счёту неторговых платежей | 508                                       | —                                         | —                                         | —                                         | K08                                       |
| КНДР воны по счёту неторговых платежей | 509                                       | —                                         | —                                         | —                                         | K09                                       |
| Чехословацкие кроны | 510                                       | CSK                                       | 203 • 703                                 | CZK • SKK                                 | K10                                       |
| Чехословацкие кроны по счёту «Депо» | 511                                       | —                                         | —                                         | —                                         | K11                                       |
| Рубли по счёту неторговых платежей с Албанией | 512                                       | —                                         | —                                         | —                                         | K12                                       |
| Рубли по счёту неторговых платежей с Болгарией | 515                                       | —                                         | —                                         | —                                         | K15                                       |
| Румынские леи по счёту «Депо» | 518                                       | —                                         | —                                         | —                                         | K18                                       |
| Румынские леи | 519                                       | ROL                                       | 642                                       | ROL                                       | —                                         |
| Рубли по счёту неторговых платежей с Венгрией | 520                                       | —                                         | —                                         | —                                         | K20                                       |
| Вьетнамские донги по счёту «Депо» | 521                                       | —                                         | —                                         | —                                         | K21                                       |
| Вьетнамские донги по счёту № 8 по согласованию от 19.12.79 | 522                                       | —                                         | —                                         | —                                         | —                                         |
| Монгольские тугрики по счёту «Депо» | 523                                       | —                                         | —                                         | —                                         | K23                                       |
| Рубли по уплате комиссии по неторговым операциям в национальных валютах социалистических стран                                                                    | 524                                       | —                                         | —                                         | —                                         | —                                         |
| Монгольские тугрики | 525                                       | MNT                                       | 496                                       | MNT                                       | —                                         |
| Монгольские тугрики по счёту № 07207256 (026-А) | 526                                       | —                                         | —                                         | —                                         | K26                                       |
| Монгольские тугрики по счёту № 07207253 (сч. 26) | 527                                       | —                                         | —                                         | —                                         | K27                                       |
| Болгарские левы по счёту «Депо» | 528                                       | —                                         | —                                         | —                                         | K28                                       |
| Болгарские левы | 529                                       | BGL                                       | 100                                       | BGL                                       | —                                         |
| Рубли по счёту неторговых платежей с Чехословакией | 530                                       | —                                         | —                                         | —                                         | K30                                       |
| Вьетнамские донги | 531                                       | VND                                       | 704                                       | VND                                       | —                                         |
| Рубли по счёту неторговых платежей с Вьетнамом | 532                                       | —                                         | —                                         | —                                         | K32                                       |
| Китайские юани | 533                                       | CNY                                       | 156                                       | CNY                                       | —                                         |
| КНДР воны по счёту «Депо» | 534                                       | —                                         | —                                         | —                                         | K34                                       |
| КНДР воны (банкноты для иностранного обмена) | 535                                       | KPW                                       | 408                                       | KPW                                       | —                                         |
| Рубли по счёту неторговых платежей с Польшей | 536                                       | —                                         | —                                         | —                                         | K36                                       |
| Рубли по отчислениям за поставленные на экспорт товары и услуги по расчётам в национальных валютах социалистических стран                                         | 537                                       | —                                         | —                                         | —                                         | —                                         |
| Польские злотые по счёту «Депо» | 540                                       | —                                         | —                                         | —                                         | K40                                       |
| Польские злотые | 541                                       | PLZ                                       | 616                                       | PLZ                                       | —                                         |
| Рубли по зачислению на лимитные текущие счета по расчёту в национальных валютах социалистических стран                                                            | 542                                       | —                                         | —                                         | —                                         | K42                                       |
| Рубли по расчётам с советскими учреждениями за границей по дорожным чекам Внешторгбанка СССР в рублях с ограничительной надписью                                  | 544                                       | —                                         | —                                         | —                                         | K44                                       |
| КНДР воны (банкноты для обмена внутри КНДР) / КНДР воны | 545                                       | KPW                                       | 408                                       | KPW                                       | K45                                       |
| Рубли по счёту неторговых платежей с Румынией | 549                                       | —                                         | —                                         | —                                         | K49                                       |
| Рубли по счёту неторговых платежей с КНДР | 550                                       | —                                         | —                                         | —                                         | K50                                       |
| Рубли по счёту неторговых платежей по операциям ВААП со странами — членами СЭВ                                                                                    | 553                                       | —                                         | —                                         | —                                         | K53                                       |
| Рубли по счёту неторговых платежей с ГДР | 564                                       | —                                         | —                                         | —                                         | K64                                       |
| Рубли по расчётам со спецмагазинами Торгмортранса в национальных валютах социалистических стран                                                                   | 568                                       | —                                         | —                                         | —                                         | —                                         |
| Рубли по счёту неторговых платежей с Кубой | 571                                       | —                                         | —                                         | —                                         | K71                                       |
| Кубинские песо по счёту неторговых платежей | 572                                       | —                                         | —                                         | —                                         | K72                                       |
| Кубинские песо | 573                                       | CUP                                       | 192                                       | CUP                                       | —                                         |
| Рубли по прочим операциям без платежей за границу в национальных валютах социалистических стран                                                                   | 575                                       | —                                         | —                                         | —                                         | —                                         |
| Рубли по расчётам между советскими организациями за перевозки грузов и пассажиров в национальных валютах социалистических стран                                   | 580                                       | —                                         | —                                         | —                                         | —                                         |
| Албанские леки | 583                                       | ALL                                       | 008                                       | ALL                                       | —                                         |
| Болгарские левы по счёту неторговых платежей | 584                                       | —                                         | —                                         | —                                         | K84                                       |
| Венгерские форинты по счёту неторговых платежей | 585                                       | —                                         | —                                         | —                                         | K85                                       |
| ГДР марки по счёту неторговых платежей | 586                                       | —                                         | —                                         | —                                         | K86                                       |
| Монгольские тугрики по счёту неторговых платежей | 587                                       | —                                         | —                                         | —                                         | K87                                       |
| Польские злотые по счёту неторговых платежей | 588                                       | —                                         | —                                         | —                                         | K88                                       |
| Румынские леи по счёту неторговых платежей | 589                                       | —                                         | —                                         | —                                         | K89                                       |
| Чехословацкие кроны по счёту неторговых платежей | 590                                       | —                                         | —                                         | —                                         | K90                                       |
| КНДР воны по счёту № 7 | 591                                       | —                                         | —                                         | —                                         | —                                         |
| Кубинские песо по счёту «Депо» | 592                                       | —                                         | —                                         | —                                         | —                                         |
| Лаотянские кипы | 593                                       | LAK                                       | 418                                       | LAK                                       | —                                         |
| Рубли по счёту неторговых платежей с Монголией | 596                                       | —                                         | —                                         | —                                         | K96                                       |
| Рубли по госкредитам с Албанией | 615                                       | —                                         | —                                         | —                                         | —                                         |
| Расчёты с социалистическими странами по клирингу (IV группа) |                                           |                                           |                                           |                                           |                                           |
| Рубли по товарным кредитам с Албанией | 700                                       | —                                         | —                                         | —                                         | P00                                       |
| Рубли по товарным кредитам с Болгарией | 703                                       | —                                         | —                                         | —                                         | P03                                       |
| Рубли по товарным кредитам с Венгрией | 706                                       | —                                         | —                                         | —                                         | P06                                       |
| Рубли по товарным кредитам с Вьетнамом | 709                                       | —                                         | —                                         | —                                         | P09                                       |
| Рубли по товарным кредитам с КНДР | 715                                       | —                                         | —                                         | —                                         | P15                                       |
| Рубли по товарным кредитам с Монголией | 716                                       | —                                         | —                                         | —                                         | P16                                       |
| Рубли по товарным кредитам с Польшей | 717                                       | —                                         | —                                         | —                                         | P17                                       |
| США доллары по госкредиту с Монголией | 719                                       | —                                         | —                                         | —                                         | P19                                       |
| США доллары по кредиту с Вьетнамом | 720                                       | —                                         | —                                         | —                                         | P20                                       |
| Рубли по отчислениям за поставленные на экспорт товары и услуги по расчётам с социалистическими странами по клирингу                                              | 730                                       | —                                         | —                                         | —                                         | —                                         |
| Швейцарские франки расчётные по клирингу с КНР | 731                                       | —                                         | —                                         | —                                         | P31                                       |
| Югославские динары | 737                                       | YUD                                       | 890                                       | YUN                                       | —                                         |
| США доллары по клирингу с Кубой по соглашению за 1991 г. | 738                                       | —                                         | —                                         | —                                         | P38                                       |
| Рубли по отчислениям и клирингу с соцстранами, кроме Китая, Югославии                                                                                             | 740                                       | —                                         | —                                         | —                                         | P40                                       |
| Рубли по зачислению на лимитные текущие счета по расчёту с социалистическими странами по клирингу                                                                 | 742                                       | —                                         | —                                         | —                                         | P42                                       |
| США доллары расчётные по товарным кредитам с Югославией | 744                                       | —                                         | —                                         | —                                         | P44                                       |
| Рубли по госкредитам, предоставленным на оплату товаров и услуг Лаосу                                                                                             | 745                                       | —                                         | —                                         | —                                         | P45                                       |
| США доллары по клирингу с Польшей по соглашению за 1991 г. | 746                                       | —                                         | —                                         | —                                         | P46                                       |
| США доллары по клирингу с Болгарией по соглашению за 1991 г. | 747                                       | —                                         | —                                         | —                                         | P47                                       |
| США доллары по клирингу с Польшей по соглашению за 1993 г. | 748                                       | —                                         | —                                         | —                                         | P48                                       |
| США доллары по клирингу с Чехословакией | 749                                       | —                                         | —                                         | —                                         | P49                                       |
| США доллары по клирингу с Румынией | 750                                       | —                                         | —                                         | —                                         | P50                                       |
| США доллары по клирингу с Китаем | 751                                       | —                                         | —                                         | —                                         | P51                                       |
| Рубли по товарным кредитам с Кубой | 752                                       | —                                         | —                                         | —                                         | P52                                       |
| США доллары по клирингу с МНР | 759                                       | —                                         | —                                         | —                                         | P59                                       |
| США доллары по клирингу с Лаосом | 760                                       | —                                         | —                                         | —                                         | P60                                       |
| Рубли расчётные по клирингу с Лаосом | 761                                       | —                                         | —                                         | —                                         | P61                                       |
| США доллары по клирингу с Вьетнамом | 762                                       | —                                         | —                                         | —                                         | P62                                       |
| США доллары по клирингу с Кубой по соглашению за 1993 г. | 764                                       | —                                         | —                                         | —                                         | P64                                       |
| США доллары по клиринговым расчётам с Югославией | 769                                       | —                                         | —                                         | —                                         | P69                                       |
| Швейцарские франки по клирингу с КНР по счёту 07417593 | 771                                       | —                                         | —                                         | —                                         | P71                                       |
| Швейцарские франки расчётные по клирингу с Китаем | 772                                       | —                                         | —                                         | —                                         | P72                                       |
| Швейцарские франки по счёту № 86 УСС | 773                                       | —                                         | —                                         | —                                         | P73                                       |
| Швейцарские франки по клирингу с КНР по соглашению за 1993 г. | 775                                       | —                                         | —                                         | —                                         | P75                                       |
| Рубли расчётные по клирингу с Албанией | 776                                       | SSL                                       | —                                         | —                                         | P76                                       |
| Рубли расчётные по клирингу с КНДР | 777                                       | SSK                                       | —                                         | —                                         | P77                                       |
| Рубли по расчётам между советскими организациями за перевозки грузов и пассажиров по клирингу с социалистическими странами                                        | 780                                       | —                                         | —                                         | —                                         | P80                                       |
| Рубли по прочим операциям без платежей за границу по клирингу с социалистическими странами                                                                        | 783                                       | —                                         | —                                         | —                                         | P83                                       |
| Рубли по расчётам со спецмагазинами Торгмортранса по клирингу с социалистическими странами                                                                        | 790                                       | —                                         | —                                         | —                                         | —                                         |
| ФРГ марки по клирингу с КНДР | 792                                       | —                                         | —                                         | —                                         | P92                                       |
| США доллары по клирингу с Болгарией по соглашению за 1993 г. | 797                                       | —                                         | —                                         | —                                         | P97                                       |
| Расчёты с социалистическими странами в переводных рублях (V группа)                                                                                               |                                           |                                           |                                           |                                           |                                           |
| Рубли переводные по расчётам с МБЭС | 810                                       | —                                         | —                                         | —                                         | T10                                       |
| Рубли переводные по расчётам с МХСП «Интерлихтер» | 820                                       | —                                         | —                                         | —                                         | —                                         |
| Рубли по отчислениям за поставленные на экспорт товары и услуги по расчётам в переводных рублях                                                                   | 830                                       | —                                         | —                                         | —                                         | T30                                       |
| Рубли по отчётам по расчётам с Вьетнамом, Кубой и Монголией | 831                                       | —                                         | —                                         | —                                         | T31                                       |
| Рубли переводные по расчётам с Кубой | 839                                       | —                                         | —                                         | —                                         | T39                                       |
| Рубли по зачислению на лимитные текущие счета по расчёту в переводных рублях                                                                                      | 842                                       | —                                         | —                                         | —                                         | —                                         |
| Рубли переводные по расчётам с Вьетнамом | 862                                       | —                                         | —                                         | —                                         | T62                                       |
| Рубли переводные по расчётам с Венгрией | 863                                       | —                                         | —                                         | —                                         | T63                                       |
| Рубли переводные по расчётам с Югославией | 869                                       | —                                         | —                                         | —                                         | —                                         |
| Рубли переводные по расчётам с социалистическими странами (общий)                                                                                                 | 870                                       | —                                         | —                                         | —                                         | —                                         |
| Рубли переводные по расчётам с ГДР | 878                                       | —                                         | —                                         | —                                         | T78                                       |
| Рубли по расчётам между советскими организациями за перевозки грузов и пассажиров в переводных рублях                                                             | 880                                       | —                                         | —                                         | —                                         | —                                         |
| Рубли по прочим операциям без платежей за границу в переводных рублях                                                                                             | 881                                       | —                                         | —                                         | —                                         | T81                                       |
| Рубли по расчётам со спецмагазинами Торгмортранса в переводных рублях                                                                                             | 890                                       | —                                         | —                                         | —                                         | —                                         |
| Рубли переводные по расчётам с Чехословакией | 892                                       | —                                         | —                                         | —                                         | T92                                       |
| Рубли переводные по расчётам с Болгарией | 893                                       | —                                         | —                                         | —                                         | T93                                       |
| Рубли переводные по расчётам с Монголией | 894                                       | —                                         | —                                         | —                                         | T94                                       |
| Рубли переводные по расчётам с Румынией | 895                                       | —                                         | —                                         | —                                         | T95                                       |
| Рубли переводные по расчётам с Польшей | 899                                       | —                                         | —                                         | —                                         | T99                                       |
| Рубли по счетам ООН | 900                                       | —                                         | —                                         | —                                         | X00                                       |
| Валюты и валютные ценности, включённые в Общесоюзный классификатор валют в 1994 году                                                                              |                                           |                                           |                                           |                                           |                                           |
| США доллары по бартеру с Кубой | 901                                       | —                                         | —                                         | —                                         | X01                                       |
| Украинские карбованцы | 902                                       | UAK                                       | 804                                       | UAK                                       | —                                         |
| Эстонские кроны | 903                                       | EEK                                       | 233                                       | EEK                                       | —                                         |
| Латвийские латы | 904                                       | LVL                                       | 428                                       | LVL                                       | —                                         |
| Литовские литы | 905                                       | LTL                                       | 440                                       | LTL                                       | —                                         |
| Расчётные рубли Республики Беларусь | 906                                       | —                                         | 906                                       | BYB                                       | X06                                       |
| Расчётные рубли Республики Казахстан | 907                                       | —                                         | —                                         | —                                         | X07                                       |
| Расчётные рубли Республики Узбекистан | 908                                       | —                                         | —                                         | —                                         | X08                                       |
| Расчётные рубли Республики Туркменистан | 909                                       | —                                         | —                                         | —                                         | X09                                       |
| Расчётные рубли Республики Грузия | 910                                       | —                                         | —                                         | —                                         | X10                                       |
| Расчётные рубли Республики Армения | 911                                       | —                                         | —                                         | —                                         | X11                                       |
| Расчётные рубли Республики Азербайджан | 912                                       | —                                         | —                                         | —                                         | X12                                       |
| Расчётные рубли Республики Молдова | 913                                       | —                                         | —                                         | —                                         | X13                                       |
| Расчётные рубли Республики Таджикистан | 914                                       | —                                         | 914                                       | TJR                                       | X14                                       |
| Казахстанские тенге | 927                                       | KZT                                       | 398                                       | KZT                                       | —                                         |
| Узбекистанские сум-купоны | 928                                       | —                                         | 928                                       | UZS                                       | —                                         |
| Туркменистанские манаты | 929                                       | TMM                                       | 795                                       | TMM                                       | —                                         |
| Армянские драмы | 931                                       | —                                         | 931                                       | AMD                                       | —                                         |
| Азербайджанские манаты | 932                                       | —                                         | 932                                       | AZM                                       | —                                         |
| Молдавские леи | 933                                       | MDL                                       | 498                                       | MDL                                       | —                                         |
| Киргизские сомы | 935                                       | KGS                                       | 417                                       | KGS                                       | —                                         |
| Валюты, не упоминавшиеся в Общесоюзном классификаторе валют, но включённые в ОКВ:1994                                                                             |                                           |                                           |                                           |                                           |                                           |
| Андоррские песеты | —                                         | —                                         | 020                                       | ADP                                       | —                                         |
| Хорватские куны | —                                         | —                                         | 191                                       | HRK                                       | —                                         |
| Грузинские купоны | —                                         | —                                         | 268                                       | GEK                                       | —                                         |
| Доллары Намибии | —                                         | —                                         | 516                                       | NAD                                       | —                                         |
| Арубанские гульдены | —                                         | —                                         | 533                                       | AWG                                       | —                                         |
| Фунты острова Святой Елены | —                                         | —                                         | 654                                       | SHP                                       | —                                         |
| Словенские толары | —                                         | —                                         | 705                                       | SIT                                       | —                                         |
| СДР (специальные права заимствования) | —                                         | —                                         | 960                                       | XDR                                       | —                                         |

| 1. 2. 3. 4. 5. 6. 7. 8. 9. 10. 11. 12. 13. 14. 15. 16. 17. 18. 19. 20. 21. 22. 23. 24. 25. 26. 27. 28. 29. 30. 31. 32. 33. 34. 35. 36. 37. 38. 39. 40. 41. 42. 43. 44. 45. 46. 47. 48. 49. 50. 51. 52. 53. 54. 55. 56. 57. 58. |